# Revue ecclésiastique
La Revue ecclésiastique est une revue catholique ayant paru de 1838 à 1848.
Fondée pour reprendre le combat de la Chronique religieuse disparue en 1821, cette revue mensuelle se place dans la tradition du combat gallican et janséniste contre l'ultramontanisme en vogue au XIXe siècle. Elle est essentiellement rédigée par des membres de la société janséniste parisienne regroupée au sein de la Société de Port-Royal. 
La Revue ecclésiastique a comme particularité d'avoir mis en place une organisation hiérarchisée dans sa rédaction. Composée de membres « connus pour leur attachement à la vérité » (donc de tradition janséniste), ceux-ci sont divisés en trois classes :
- Les membres titulaires, appartenant à la société parisienne
- Les membres honoraires
- Les correspondants de province

Une commission centrale de sept membres élus règle la gestion financière, les dons et les abonnements. Les membres de la Revue ont le droit d'accéder à la bibliothèque janséniste qui renferme de très nombreux ouvrages provenant notamment des fonds de Louis Adrien Le Paige, de l'abbé Grégoire ou de Claude Debertier. 
Les rédacteurs publient sous pseudonyme et conservent un ton correct dans leurs polémiques, malgré la virulence et la dureté dont ils font parfois preuve. 
La Revue fait appel également à des rédacteurs hollandais de l'Église vieille-catholique d'Utrecht.
La Revue ecclésiastique tire à 300 exemplaires et compte environ 190 abonnés. Elle envoie des services de presse dans toutes les bibliothèques parisiennes.
Outre leur combat gallican, les rédacteurs de la Revue ecclésiastique s'attachent à défendre le souvenir de Port-Royal, notamment à partir de 1843. 
Ils dénoncent notamment le Port-Royal de Sainte-Beuve. Malgré une publication à partir de 1840, les premières critiques ne se font qu'en 1843 :

« Deux raisons nous ont empêché jusqu'ici de parler de l'ouvrage de M. Sainte-Beuve. 1° le peu de valeur réelle d'un livre où l'auteur se pose en homme du monde et en philosophe pour juger des actes, des doctrines et des sentiments d'hommes essentiellement et avant tout chrétiens; 2° L'étendue et la difficulté du travail à faire pour relever toutes les erreurs et les bévues où M. Sainte-Beuve devait nécessairement tomber en se plaçant au point de vue qu'il a choisi. »

## Sources
- Augustin Gazier, Histoire générale du mouvement janséniste depuis ses origines jusqu'à nos jours, tome 2, chapitre XXVII, Paris, Honoré Champion, 1924.